# 6664 Tennyo
6664 Tennyo هو كويكب، يقع ضمن حزام الكويكبات. اكتشف في 14 فبراير 1993. وقد اكتشفه تاكاو كوباياشي.

## روابط خارجية
- 6664 Tennyo في قاعدة بيانات مختبر الدفع النفاث لأجرام النظام الشمسي الصغيرة

- الاكتشاف · مخطط المدار ·  العناصر المدارية · المعلمات المادية

- 6664 Tennyo على موقع ويكي سكاي: DSS2, SDSS, GALEX, IRAS, Hydrogen α, X-Ray, Astrophoto, Sky Map, Articles and images